# Göljarydsgölen (Norra Solberga socken, Småland)
Göljarydsgölen är en sjö i Nässjö kommun i Småland och ingår i Emåns huvudavrinningsområde.